# ドミニク・セナ
ドミニク・セナ（Dominic Sena, 1949年4月26日 - ）は、アメリカ合衆国オハイオ州出身の映画監督。
長編映画の製作は今のところ5本のみだが、ジャネット・ジャクソンをはじめ、多くのミュージック・ビデオを手がけている。

## フィルモグラフィー

### 映画
- カリフォルニア Kalifornia  (1993)
- 60セカンズ Gone in Sixty Seconds  (2000)
- ソードフィッシュ Swordfish  (2001)[1]
- 13 Graves (2006) TV映画
- ホワイトアウト Whiteout (2009)
- デビルクエスト Season of the Witch  (2011)

### ミュージック・ビデオ
- リズム・ネイション 1814 - Janet Jackson's Rhythm Nation 1814 （1990年）